# Eremochernes
Genre
Eremochernes est un genre de pseudoscorpions de la famille des Cheliferidae.

## Distribution
Les espèces de ce genre se rencontrent en Chine et en Mongolie.

## Liste des espèces
Selon Pseudoscorpions of the World (version 3.0) :
- Eremochernes gracilipes (Redikorzev, 1922)
- Eremochernes secundus Beier, 1937

## Publication originale
- Beier, 1932 : Pseudoscorpionidea II. Subord. C. Cheliferinea. Tierreich, vol. 58, p. 1-294.